# Живко Топаловић
Живко Топаловић (Ужице,15/27. март 1886 — Беч 9. фебруар 1972) био је српски правник и политичар. Топаловић је био противник комунистичког режима.
Био је члан Социјалистичке радничке партије Југославије (комуниста) од 1919. године, али ју је са групом истомишљеника напустио послије Вуковарског конгреса и основао реформску Социјалистичку партију Југославије, чији је био секретар. Социјалистичка партија Југославије је била највећи непријатељ КПЈ у радничком покрету у међуратном периоду.
Топаловић је представљао Југославију у извршном одбору Социјалистичке радничке интернационале између маја 1923. и јануара 1929. Делио је своје место са бугарским социјалистичким вођом Јанком Саказовим све до августа 1925, а онда га је делио са Болеславом Дробнером из пољске Независне социјалистичке радничке партије до јуна 1928. а од јуна 1928. до јануара 1929. са Јозефом Круком.
Током Другог светског рата, Топаловић је постао близак сарадник четничког вође Драгољуба Михаиловића и члан Равногорског централног комитета. Топаловић је постао председавајући Башког конгреса и изабран је за председника политичке скупине назване Југословенска демократска заједница. Као Михаиловићев делегат, са аеродрома у Прањанима јуна 1944. одлетео у Италију. Остао је у емиграцији, где је и умро. На Београдском процесу 1946. године је као издајник осуђен, у одсуству, на двадесет година затвора.

## Биографија
Матурирао у Ужичкој гимназији 1904. У својој 18. години постаје синдикални инструктор и секретар Савеза текстилних радника Србије. Одлази у Београд где је завршио Правни факултет, на коме је докторирао кривично право.
Од 1910. до 1912. стручно се усавршавао у Берлину и Паризу. Његову европску турнеју прекинуо је Први балкански рат. Као резервни официр учествује у оба балканска рата и учествује у борбама за Куманово и на Брегалници.
По завршетку балканских ратова, наставља усавршавање.
У Ужицу упознаје Димитрија Туцовића, Радована Драговића и Драгишу Лапчевића, покретаче модерне социјалистичке мисли у Србији. Тада постаје поборник социјалистичке струје.

### Први светски рат
По избијању Првог светског рата, учествује у борбама на Церу и Колубари.
Био је један од бораца који је сахранио погинулог Димитрија Туцовића на Врапчем Брду новембра 1914.
Као потпоручник тешко је рањен 1914. године код Београда и заробљен од Макензенове војске. Крајем 1917. године извршена је размена српских и аустријских рањених заробљеника официра међу којима је био и Живко Топаловић.
Тада се активно укључује у политичке процесе стварања југословенске државе. Био је учесник Крфских саветовања, агитовао је за југословенство међу католицима у Далмацији, Боки и довео је делегацију Хрватске на проглашење уједињења 1. децембра 1918. у Београду.

### Међуратни политички живот
Након Великог рата, у ратом разрушеној Србији, Живко Топаловић обнавља рад Српске социјалдемократске партије на чијем се челу нашао, организује сараднике и повереник за припрему конгреса уједињена свих социјалдемократских партија у новој држави, Краљевини Срба, Хрвата и Словенаца.
Априла 1919. године у Београду, у хотелу „Славија" одржан је конгрес уједињена социјалдемократских партија и организација с подручја новонастале Краљевине СХС. Конгресу је присуствовало 432 делегата из целе земље, који су донели одлуку о стварању Социјалистичке партије Југославије (комуниста) или скраћено СРПЈ (к). Осим Топаловићеве Српске социјалдемократске партије, у нову партију су ушле у целости и још Социјалдемократска партија Босне и Херцеговине, Социјалдемократска партија Далмације и део чланства Социјалдемократске странке Хрватске и Словеније. За председника, односно секретаре изабрани су Живко Топаловић и Филип Филиповић. Одмах по оснивању партије долази до фракцијских борби, које су се огледале у сукобу социјалдемократа и бољшевика комуниста. Под утицајем бољшевичких победа у Руском грађанском рату у новоформираној партији јача бољшевичка струја која се залаже за револуционарне методе у деловању.
Наредни конгрес Социјалистичке радничке партије Југославије одржан је јуна 1920. године у Вуковару где је дошло до отворене поделе на револуционарну и реформистичку струју. На конгресу победу односи бољшевичко комунистичка струја која мења назив странке у Комунистичка партија Југославије. До коначног обрачуна у партији долази крајем 1920. године када је из странке искључен велики број „центрумаша", односно социјалдемократа. Међутим, социјалдемократе су успели да задрже водеће позиције у синдикатима што је довело до још оштрије борбе с комунистима за контролу радничког покрета. Глави разлог за расцеп у партији је био став комуниста да буржоаски поредак треба оборити револуцијом док су социјалдемократе биле против насилних метода. На пресудном конгресу у Вуковару Топаловић обратио бољшевичкој већини у виду реферата, који делом гласи:
Да се задржимо на питању могућности освајања власти у држави. Друг Јовановић налази да, док смо водили Партију, није било сагласности између речи и дела. Водећи партију друг Јовановић ће имати прилике да добро погледа стварност у очи. Ја сам сигуран да ће се на идућем конгресу наћи делегати који ће не од мене, већ од друга Јовановића тражити рачун о томе: где је сагласност између крупне револуционарне фразеологије и скромне политичке делатности Партије. Има наивних људи који верују да само треба уклонити стару центрумашку управу, која не да револуцији да мрдне, па ће под новом управом зачас доћи и револуција и совјетска република.
Активно је учествовао у изградњи социјалног законодавства Југославије. Од 1926. до 1928. године, као близак сарадник оснивача Међународног бироа рада у Женеви, Алберта Томе, био је шеф сервиса за међународне везе са радничким покретима у Међународном бироу у Женеви.
Из чланства КПЈ иступио је оног тренутка када се КПЈ приклонила Коминтерни. Отада је једино био вођа Социјалистичке партије Југославије.
Противио се и аутократском режиму краља Александра. Био је представник слободног синдикалног покрета при Међународној конференцији у Женеви. Затим се бавио публицистичким радовима и адвокатуром. Између 1929. и 1941. године био је главни уредник Радничких новина.
Из политичког живота се постепено повлачио по убиству краља Александра у Марсељу. Остао је једино адвокат. Био је бранилац на суђењу генералу Радомиру Вешовићу.

### Други светски рат и окупација
За време окупације, живео је у Београду и није имао никаквих контаката све до 1943. године. Због промене ратне среће, Драгољуб Михаиловић је током 1943. био принуђен да напусти свој став о неучешћу политичара у својој организацији. Консултовања политичара у Београду о подршци Михаиловићевој организацији, под руководством Живка Топаловића, нарочито су оживела после објављивања одлуке Другог заседања АВНОЈ-а.
На позив Драже Михаиловића да се нађе у оквирима његовог покрета, др. Живко Топаловића у априлу 1944. пристиже на Равну гору са својом супругом. Још тада, др. Топаловић је успоставио блиске контакте са лидером британских лабуриста Клементом Атлијем.
То је нарочито одговарало Дражи Михаиловићу, који је веровао да ће Черчил после рата изгубити изборе, па је то био додатни разлог да се још чвршће повеже са Топаловићем.
По доласку на Равну гору, Живко Топаловић је добио највише политичке положаје у читавом покрету. Био је трећа политичка личност, одмах иза Васића и Стевана Мољевића.
Одиграо је значајну улогу на Светосавском конгресу од 25-28. јануара 1944. у селу Ба. Топаловић добио је водећу улогу на конгресу, јер је Михаиловић сматрао да то може помоћи четничким циљевима, будући да је Топаловић познавао особно лабуристичке чланове британске владе Клемента Атлија и Ернеста Бевина и да су блиски односи руководства НОП са совјетском владом огромна предност за НОП. Југословенска избегличка влада је премештањем у Каиро удаљена из средишта збивања и тада почиње да бива само играчка у британским рукама. Михаиловић је сматрао да би Топаловићеве везе могле послужити бољем разумевању четничких ставова код неких чланова британске владе. Био је један од креатора Башке резолуције. Тада је изабран за председника новообразоване Југословенске демократске народне заједнице (ЈДЗ) и постао је један од чланова четничког Централног националног комитета, обављајући различите дужности. Касније је примљен у Извршни одбор ЦНК. Оснивање Југословенско-демократске народне заједнице био је најважнији исход конгреса. Будући да су се све разнородне присутне струје изјасниле спремнима да одустану од самосталног деловања све до обнове државе, спремно су се и сложиле да постојећи четнички Централни национални комитет треба проширити тако да укључи представнике свих снага које суделују у новој политичкој организацији. Али захваљујући знатним разликама између четничких вођа и страначких политичара, стварни избор чланова Централног националног комитета поверен је Организационом одбору тројице, у ком су уз Топаловића били Драгиша Васић и Стеван Мољевић, који је добио инструкције да се саветује с вођама разних странака. Осим тога, Топаловић је учествовао у преговорима и са немачким и квислиншким функционерима о заједничкој борби против партизана. Тако jе крајем априла, заједно са Мирославом Трифуновићем и Предрагом Раковићем, у селу Трбушанима преговарао са Миланом Аћимовићем и Нојбахеровим изаслаником Штеркером о испоруци оружја и муниције четницима од cтранe Немаца.
Као један од угледнијих политичара у Равногорском покрету, Топаловић је крајем маја био отишао заједно са одлазећом мисијом генерала Чарлса Армстронга у Италију да представља Михаиловића и да учини што може да потпомогне четничке циљеве код Савезничке војне команде и политичких представника британске и америчке владе придоданих тој команди. Међутим, Британци су га ставили у кућни притвор.
Непосредно пре формирања привремене владе ДФЈ по споразуму Тито-Шубашић, сам др. Иван Шубашић се срео са др. Живком Топаловићем у Барију и тражио да уђе у новооформљену владу. Топаловић је то одбио, а и сами руководиоци НКОЈ-а нису желели да виде Топаловића у новој влади, под изговором да је он искомпромитована личност.
Живко Топаловић је имао задатак да стави савезницима до знања циљеве, војну снагу и спремност четничког покрета и да све четничке јединице стави под савезничку команду.
У свом меморандуму савезничким владама почетком августа 1944. узалудно је упозоравао да се грађански рат у Југославији налази у својој највишој фази у којој учествује око 300.000 људи.
Топаловић је српску ситуацију почетком септембра 1944. оценио као трагичну и равну Косовској из 1389. године.
У писму које је упутио Дражи Михаиловићу, др. Топаловић, јасно му је предочио слабости покрета и упозоравао на много бољу организованост партизанског.
После потпуног уништења четничке организације у Југославији, др. Живко Топаловић је ухапшен са својом супругом у Италији.
Није предат југословенским властима, већ је протеран у Француску. Одатле одлази у Швајцарску где пише низ чланака у којима критикује Западне савезнике због напуштања Михаиловића у рату. На судском процесу против Драже Михаиловића у Београду осуђен је у одсуству на 20 година затвора.

### Послератно деловање
Почетком 1948. одлази у Париз где оснива „Међународни социјалистички биро“, у коме су сарађивали познати социјалисти. У Паризу је објавио већи број чланака на пет светских језика о политичким приликама у комунистичкој Југославији и читавом радничком покрету у Европи. Критиковао је Петогодишњи план, законе о аграрној реформи, конфискацији, национализацији и привременом откупу. Био је велики критичар Информбироа, називајући га „Тамница Европе“. Био је главни уредник часописа „Le Bireau“ (Биро), који се бавио економским и политичким питањима тадашње Европе. Учествовао је на оснивачком састанку Међународног федералистичког покрета у Стразбуру (1948), Конгреса народа Европе, Азије и Африке у Паризу (1949), на оснивању првог југословенског слободног синдиката (1949), на оснивању Удружења српских федералиста (1956).
У Паризу је уређивао часопис „Le Syndicalisme Exile“ (Синдикални лист у иностранству) и „La Future“ (Будућност).Објавио је две расправе на француском и седам књига на српском језику. У првим чланцима, др. Живко Топаловић је описивао тешкоће синдикалног и социјалистичког покрета у Србији и Југославији, док је у других пет књига бранио Дражу Михаиловића и читав његов покрет. Последње године свога живота издао је своју последњу књигу под насловом „Како су комунисти дограбили власт у Југославији“. То је била тротомна књига са следећим насловима: „Борба за будућност“, „Грађански рат“, „Како су комунисти дограбили власт у Југославији“. Крагујевачки Погледи су сва три дела објавила 1999. године под насловом „На Равној гори“.
Почетком седамдесетих одлази у Беч, где остаје до смрти. Умро је 9. фебруара 1972. године у Бечу.
Био је ожењен Милицом Ђурић-Топаловић.

## Дела
- Топаловић, Ж., Против цетињских људождера = Против смртне казне - Београд: Шт. Србија, 1909.
- Топаловић, Ж., Граничне међе умишљаја и нехата - Београд : Државна штампарија Краљевине Србије, 1911.
- За наше заробљенике : стенографске белешке / конференција Живка Топаловића. - Српски црвени крст, Крф : Државна штампарија Краљевине Србије, 1918.
- Топаловић, Ж., Напад владе на југословенски социјалистички (комунистички) раднички покрет - Нови Сад , 1919.
- Социјална демократија према актуелним питањима / говор Живка Топаловића на социјалистичкој скупштини у Сарајеву 9./XII. 1918. са нарочитим уводом о значају и току скупштине. - Сарајево : Босанска пошта, 1919.
- Топаловић, Ж., О новцу : теорија новца изложена с обзиром на решење валутног питања - Сарајево : Штампарија "Бос. Поште", 1920.
- Топаловић, Ж., Оскудица новца, ратни дугови и ратна одштета - Сарајево : Штампарија "Бос. поште", 1920.
- Топаловић, Ж., Акциони програм Комунистичке партије Југославије : реферат Живка Топаловића на II. конгресу партије у Вуковару. - Београд : Штампарија Мироточиви, 1920.
- Топаловић, Ж., ДРАГИ друже (Писмо) : радничка класа данас стављена је пред најтеже проблеме - Београд, 1920.
- Топаловић, Ж., Комунисти у општини / говор друга Др. Живка Топаловића у одбору општине београдске. - Осијек : Мјесна организација Социјалистичке радничке партије Југославије (комуниста), Осијек : Радничка штампарија, 1920.
- Топаловић, Ж., Комунисти у општини / говор Д-р Живка Топаловића у одбору општине београдске. - Београд : Социјалистичка штампарија "Туцовић", 1920.
- Топаловић, Ж., Социјални демократи или центрумаши? : једна полемика између В. Кораћа и Дра Ж. Топаловића. - Београд : Право народа, Шид : Право народа, 1921.
- Топаловић, Ж., Унутрашњи положај у Југославији, Београд : Социјалистичка штампарија "Туцовић", 1923.
- Топаловић, Ж., Две различите револуције, Београд : Туцовић, 1924.
- Топаловић, Ж., Јадранске луке, Издање Централног Секретаријата Радничких Комора, 1925.
- Топаловић, Ж., Успомени Димитрија Туцовића : говор на свечаној седници радничке коморе - Београд : Фонд Димитрија Туцовића, Београд : Социјалистичка штампарија Туцовић, 1925.
- Топаловић, Ж., На блиском истоку : расправа објављена у бечком социјалистичком часопису Дер Кампф / Живко Топаловић. - Осијек : Радничка штампарија Д. Д., 1926.
- Топаловић, Ж., Радничка и намештеничка комора у Бечу, Београд : Централни секретаријат радничких комора, Београд : штампарија Дом, 1926.
- Топаловић, Ж., Положај у свету и у Југославији, Београд : Социјалистичка књижара Туцовић, Београд : Туцовић, 1927.
- Топаловић, Ж., Привредни проблеми југа, Београд : Издање Београдске радничке коморе, Београд : Туцовић, 1927.
- Топаловић, Ж., За балкански споразум, Загреб : Југослав. накладни д.д. Обнова, Загреб : Југославенска штампа, 1931.
- Топаловић, Ж., Осигурање против незапослености : реферат др Живка Топаловића на Петом конгресу радничких комора одржаном 3. и 4. децембра 1932. године у Београду. - Београд : Централни секретаријат радничких комора, Београд : Ж. Маџаревић, 1932.
- Топаловић, Ж., Турска, Београд : Издавачка књижарница Геце Кона, 1932.
- Топаловић, Ж., ЗАШТО социјалисти иду у изборе? : носилац земаљске социјалистичке листе је друг др. Живко Топаловић новинар. - Загреб : Меркантиле, 1935.
- Топаловић, Ж., Радништво на Балкану, Београд : Балкански институт, Београд : Глобус, 1936.
- Топаловић, Ж., Споразум удружене опозиције, Београд : Штампарија Ж. Маџаревића, 1937.
- Топаловић, Ж., Помлад чловештва, Љубљана : Цанкарјева Дружба, Марибор : Људска тискарна, 1939.
- Топаловић, Ж., Јевреји и њихова светска мисија, Београд : Француско-српска књижара А. М. Поповића, Београд : Драг. Поповић, 1939.
- Топаловић, Ж., Pomlad človeštva : poljudna razložitev razvoja človeka in človeške družbe / Živko Topalović. - Chicago : Prosvetna matica, Chicago : Adria printing co., 1941.
- Топаловић, Ж., Tito et Kominform : Yougoslavie de 1941-1949, Paris : Edition du groupe socialiste yougoslave, 1949.
- Топаловић, Ж., Les usines aux ouvriers : l'expérience Yougoslave, Paris , Imprimerie Établissements L.R., 1952.
- Топаловић, Ж., Zu den DOKUMENTEN über das Leben und die Tätigkeit von Dr. Živko Topalović. - Beograd : Informations-Direktion der Regierung der FNRJ, 1952.
- Топаловић, Ж., Покрети Народног отпора у Југославији : 1941-1945 , Париз : Југословенски синдикалисти, 1958.
- Топаловић, Ж., Začeci socijalizma i komunizma u Jugoslaviji, London : The Peasant Jugoslavia, 1960.
- Топаловић, Ж., Слом демократије, Лондон : Савез Ослобођење, 1961.
- Топаловић, Ж., Како су комунисти дограбили власт у Југославији, Лондон : Синдикалисти : Наша реч, 1964.
- Топаловић, Ж., Borba za budućnost Jugoslavije, Paris ; London : Sindikalist, London : Printed by Gryf Printers, 1967.
- Топаловић, Ж., Србија под Дражом, Лондон : Будућност, 1968.
- Топаловић, Ж., Југославија : жртвовани савезник, Лондон : Будућност, 1970.